# ارومة الشحمية

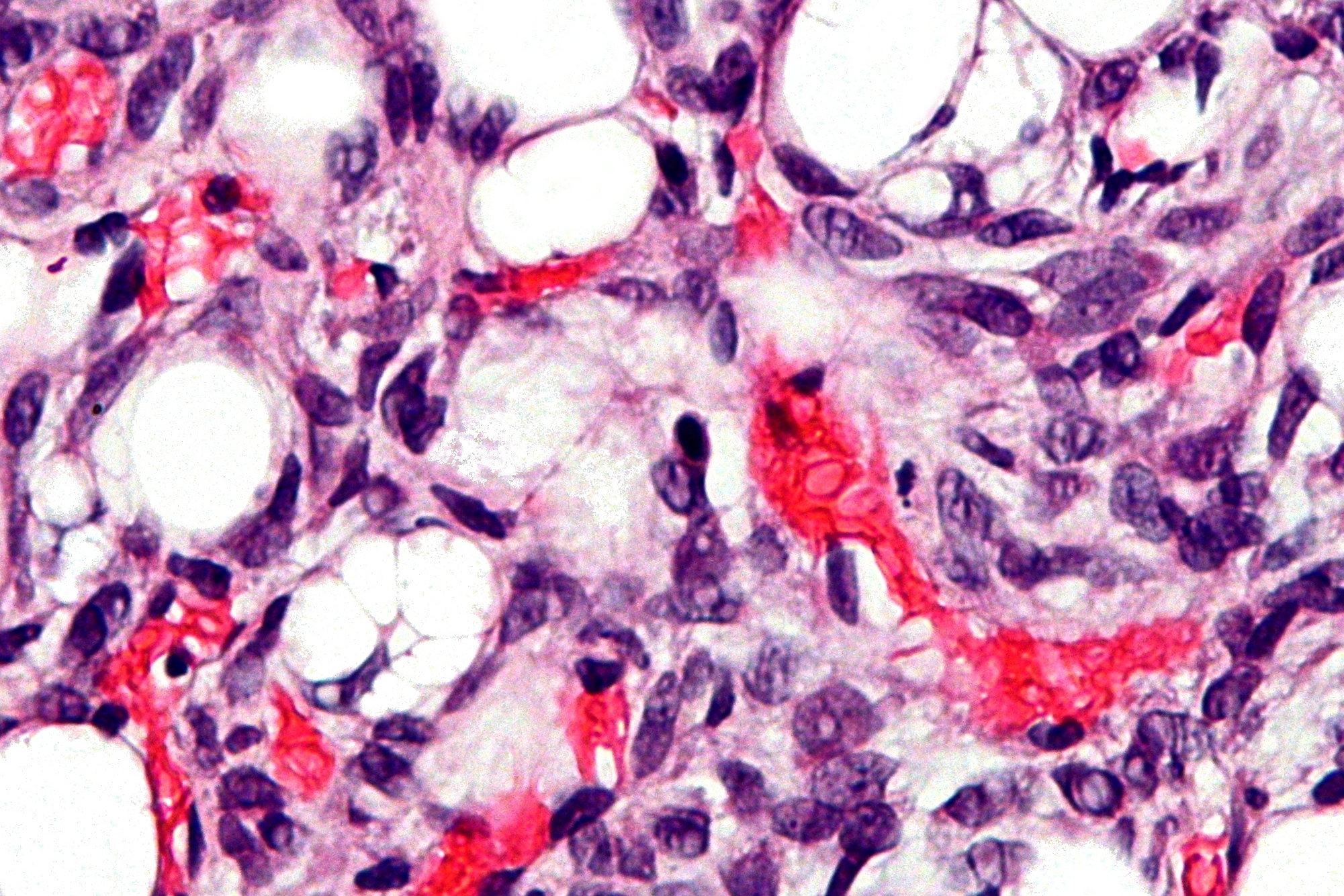

الارومة الشحمية هي خلية سلائف للخلايا الشحمية.
تتضمن العبارات البديلة adipoblast و preadipocyte
المراحل المبكرة لا يمكن تمييزها تقريبًا عن الأرومات الليفية.

## ساركومة
تظهر الخلايا الارومة الحمية في الليبوزاركوما  وتتميز بشكل مميز بسايتوبلازم واضح متعدد البيئات وتلوين داكن (مفرط اللون)، نواة مسننة.